# Franz Werfel
Franz Werfel, född 10 september 1890 i Prag, död 26 augusti 1945 i Los Angeles, var en österrikisk expressionistisk författare.

## Biografi
Franz Werfel var samtida med och vän till Franz Kafka, Max Brod, Martin Buber och andra tysk-judiska intellektuella. Han tjänstgjorde i den österrikiska armén både vid den ryska fronten och vid presskontoret. Han blev anklagad för förräderi på grund av sin uttalade pacifism.
Hans tidiga verk räknas till expressionism och senare verk beskrivs som en form av realismen.
År 1929 gifte han sig med Alma Schindler Mahler. Han var redan då en etablerad författare, men sitt stora internationella genombrott fick han 1933 med den historiska romanen De fyrtio dagarna på Musa Dagh (tyska: Die vierzig Tage des Musa Dagh), som gestaltar Slaget om Musa Dagh och som riktade världens uppmärksamhet mot det turkiska folkmordet på armenierna. Namnet Musa Dagh är en benämning på ett berg i dagens södra Turkiet och betyder "Moses berg". 
Alla verk av honom utom Barbara oder die Frömmigkeit, Verdi och Småborgarens död brändes under bokbålen runt om i Nazityskland 1933. 
Sedan Österrike blivit en del av Tyskland 1938 flydde Werfel till Frankrike och senare till USA, där han slog sig ned i Kalifornien. Här skrev han sitt sista skådespel, Jacobowsky und der Oberst.

## Eftermäle
Den tyska organisationen "Zentrum gegen Vertreibungen" har instiftat ett människorättspris i Werfels namn.
Asteroiden 12244 Werfel är uppkallad efter honom.

### Romaner
- 1924 – Verdi: Roman der Oper (Verdi, översättning Knut Stubbendorff, Bonnier, 1946)
- 1928 – Der Abituriententag: die Geschichte einer Jugendschuld (Studentjubileet: historien om en ungdomssynd, översättning Karl Fägersten, Schildt, 1931)
- 1929 – Barbara oder die Frömmigkeit
- 1931 – Die Geschwister von Neapel (Syskonen från Neapel, översättning Gerda Marcus och Ellen Rydelius, Bonnier, 1934)
- 1933 – Die vierzig Tage des Musa Dagh (historisk roman; De fyrtio dagarna på Musa Dagh, översättning Bertil Malmberg, Bonnier, 1935)
- 1937 – Höret die Stimme (även kallas Jeremias) (Lyssna till rösten, översättning av Bertil Malmberg, Bonnier, 1944)
- 1939 – Der veruntreute Himmel (Det förskingrade himmelriket: en gammal tjänstekvinnas historia, översättning Knut Stubbendorff, Bonnier, 1940)
- 1941 – Das Lied von Bernadette (Sången om Bernadette, översättning Knut Stubbendorff, Bonnier, 1942)
- 1946 – Stern der Ungeborenen
- 1952 (1938/39 e) – Cella oder die Überwinder (fragment)

### Noveller
- 1920 – Nicht der Mörder, der Ermordete ist schuldig
- 1927 – Der Tod des Kleinbürgers (Småborgarens död, översättning av Brita Edfelt, Tiden, 1954 [tillsammans med "En dåres hädelse" ("Blasphemie eines Irren")]
- 1927 – Geheimnis eines Menschen (novellsamling)
- 1931 – Kleine Verhältnisse
- 1941 – Eine blaßblaue Frauenschrift (kortroman; En kvinnas blekblå handskrift, översättning av Ola Wallin, 2016)

### Pjäser
- 1911 – Der Besuch aus dem Elysium
- 1912 – Die Versuchung
- 1914 – Die Troerinnen des Euripides
- 1919 – Mittagsgöttin
- 1920 – Spiegelmensch
- 1921 – Bocksgesang
- 1922 – Schweiger
- 1925 – Juarez und Maximilian
- 1926 – Paulus unter den Juden
- 1930 – Das Reich Gottes in Böhmen
- 1936 – Der Weg der Verheißung
- 1937 – In einer Nacht
- 1944 – Jacobowsky und der Oberst (Jacobowsky och översten, otryckt översättning av Herbert Wärnlöf för Radiotjänst, cirka 1955)

### Lyrik
- 1911 – Der Weltfreund
- 1913 – Wir sind
- 1915 – Einander – Oden, Lieder, Gestalten
- 1917 – Gesänge aus den drei Reichen
- 1919 – Der Gerichtstag
- 1923 – Beschwörungen
- 1928 – Neue Gedichte
- 1946 – Gedichte aus den Jahren 1908 bis 1945

### Prosasamling
- 1975 – Zwischen Oben und Unten. Prosa – Tagebücher – Aphorismen – Literarische Nachträge

### Samlingsutgåvor
- 1948–67 – Gesammelte Werke in Einzelbänden, hg. v. Adolf D. Klarmann, Frankfurt/M.
- 1989–93 – Gesammelte Werke in Einzelbänden, hg. v. Knut Beck, Frankfurt/M.